# Oxira latimacula
Oxira latimacula là một loài bướm đêm trong họ Noctuidae.